# Banda I
A banda I é uma faixa de frequências de rádio dentro da parte de frequência muito alta (VHF) do espectro eletromagnético. A primeira vez foi definida "pela simplicidade" no Anexo 1 das "Atas finais da Conferência de Radiodifusão Europeia nas faixas de VHF e UHF - Estocolmo, 1961". A banda I varia de 47 a 68 MHz para a Área de Transmissão Européia, e de 54 a 88 MHz para as Américas.

## Transmissão de televisão
Os espaçamentos dos canais variam de país para país, sendo comuns os espaçamentos de 6, 7 e 8 MHz.

### Europa
Em países europeus que usaram Sistema B para transmissão de televisão, a banda foi subdividida em três canais, cada um com 7 MHz de largura:
| Canal | Faixa de freqüência |
| ----- | ------------------- |
| E2    | 47-54 MHz           |
| E2A   | 48.5-55.5 MHz       |
| E3    | 54-61 MHz           |
| E4    | 61-68 MHz           |
| C     | 82.25-87.75 MHz     |

## Transmissão de rádio FM
A extremidade superior dessa banda, 87,5 a 88 MHz, é a extremidade inferior da banda de rádio FM. A faixa de transmissão FM, utilizado para transmissão por emissoras de rádio FM difere entre as diferentes partes do mundo. Na Europa e África (Região 1 da UIT), abrange 87,5-108,0 megahertz (MHz), enquanto na América (ITU Região 2) varia entre 87,7-108,0 MHz. A faixa de transmissão FM no Japão usa 76,0-90 MHz. A banda OIRT na Europa Oriental é 65,8-74,0 MHz, embora esses países agora usam principalmente a banda 87,5-108 MHz, como no caso da Rússia. Alguns outros países já descontinuaram a banda OIRT e mudaram para a banda 87,5-108 MHz.
Nos Estados Unidos, a FCC irá ocasionalmente emitir uma licença para 87,9 MHz (embora só o faça em ocorrências raras e circunstâncias especiais; KSFH é a única estação autônoma que usa 87,9 atualmente); 87.7, que é aproximadamente a mesma frequência que a alimentação de áudio do canal 6, é usado por algumas licenças de televisão para transmitir principalmente para o rádio, como as estações do Pulse 87.

## Transmissão de rádio amador e TV DX
A banda de 6 metros (50 MHz) e a banda de 4 metros (70 MHz) são usadas por rádios amadores. A propagação de ondas curtas só é possível em circunstâncias especiais, incluindo eventos freqüentes de salto E na temporada de verão. Isso leva a sinais fortes na faixa de 800 - 2000 km, permitindo a recepção de estações de TV distantes (TV DX).